# Maurice Vaussard
Maurice Vaussard, né le 8 septembre 1888 à Ramburelles (Somme) et mort le 24 février 1978 à Paris, est un écrivain et essayiste français.

## Biographie
Maurice Vaussard fait ses  études secondaires à Sainte-Croix de Neuilly où il obtient son baccalauréat en 1906. Il a étudié les lettres à Paris puis à l'Université de Pise. De 1916 à 1918, il est sous-directeur de l’Institut français de Milan et délégué général en Italie du comité catholique de propagande française à l'étranger.
De retour en France, il devient journaliste.
En 1920, il siège à la commission générale des Semaines sociales de France.

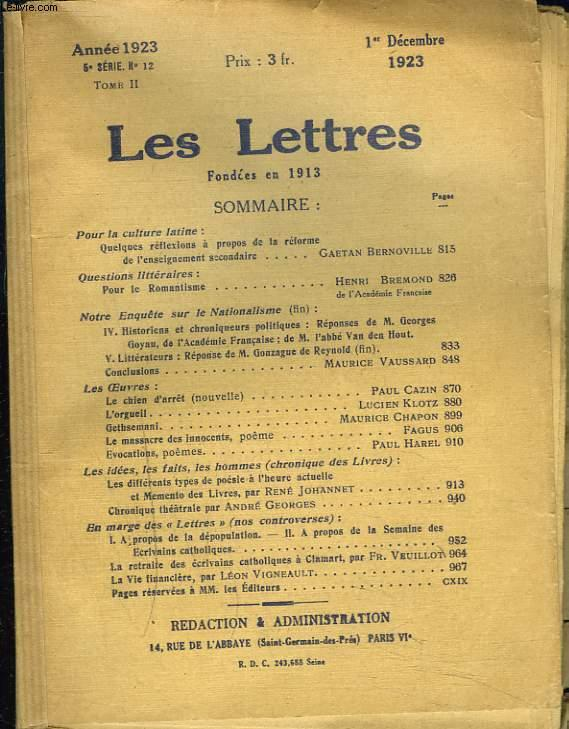
Les Lettres du 1er décembre 1923, contenant Note Enquête sur le Nationalisme (fin).

En 1923, il organise une Enquête sur le Nationalisme pour la revue Les Lettres, à la suite de laquelle il crée, en 1926, le Bulletin catholique international, qui paraît jusqu'en 1933. 
En 1929, sans avoir eu une formation universitaire d'historien, il devient chef de maison et professeur d'histoire de l’École des Roches. De 1934 à 1938, il est directeur du Collège de Normandie, l'équivalent de cette dernière école, fondé en 1902 au nord de Rouen dans le petit village de Mont-Cauvaire, à Clères,,. Il y donne une retraite intellectuelle en 1938 consacrée au nationalisme.  
Venue la guerre, il revient aux études historiques, notamment pour le CNRS. Il est chargé de conférences à l'École pratique des hautes études de 1960 à 1962. Il sera surtout connu comme spécialiste de l’histoire religieuse italienne et de la démocratie chrétienne. 
Auteur de nombreux essais historiques et politiques, il collabora à la Revue universelle (de Jacques Bainville et Henri Massis), au quotidien démocrate-chrétien L'Aube, avant et après la guerre, et au Monde de 1955 à 1972. En 1950, il devient vice-président du mouvement Pax Christi. 
Il publie notamment La Fin du pouvoir temporel des papes (1965), La Conjuration du grand conseil fasciste contre Mussolini (1966), Avènement d'une dictature. Italie, 1915-1925 (1971) et Histoire de l'Italie moderne 1870-1970 (1972). 
Il est inhumé au cimetière du Père-Lachaise (29e division).

## Distinctions
De l'Académie française.
- 1922 : prix Bordin pour L’intelligence catholique dans l’Italie au XXe siècle.
- 1926 : prix Montyon pour Sainte Marie-Madeleine de Pazzi (1566-1607).
- 1951 : prix d’Académie pour Histoire de l’Italie contemporaine.
- 1959 : prix Louis Barthou pour l'ensemble de son œuvre.
- 1960 : prix Halpérine-Kaminsky de traduction[3]
- 1962 : prix Broquette-Gonin (littérature) pour l'ensemble de son œuvre.
- 1967 : prix du rayonnement de la langue et de la littérature françaises.
- 1974 : prix d’Académie pour l'ensemble de ses travaux historiques.